# Referendum in Croazia del 2012
Il referendum in Croazia del 2012 si è tenuto il 22 gennaio e aveva ad oggetto l'ingresso del Paese nell'Unione europea.
A seguito dell'esito favorevole del referendum, la Croazia è divenuta membro dell'Unione europea a decorrere dal 1º luglio 2013.

## Risultati
| Scelta               | Voti      | %     |
| -------------------- | --------- | ----- |
| Sì                   | 1.299.008 | 66,67 |
| No                   | 649.490   | 33,33 |
| Totale               | 1.948.498 |       |
| Schede bianche/nulle | 11.733    |       |
| Votanti/affluenza    | 1.960.231 | 43,51 |
| Elettori             | 4.504.765 |       |